# Didemnum tonga
Didemnum tonga är en sjöpungsart som först beskrevs av William Abbott Herdman 1886.  Didemnum tonga ingår i släktet Didemnum och familjen Didemnidae. Inga underarter finns listade i Catalogue of Life.